# Amery Basin
Amery Basin – duży basen oceaniczny Oceanu Południowego, położony na dnie Zatoki Prydza, o głębokości dochodzącej do około 900 m. Obiekt zajmuje centralny obszar Zatoki Prydza (o głębokości ponad 500 m) i prawdopodobnie pełni funkcję magazynu składującego sedymentację zachodzącą w zatoce. Jego nazwa pochodzi od pobliskiego Lodowca Szelfowego Amery’ego.